# Temnothorax platycnemis
Temnothorax platycnemis is een mierensoort uit de onderfamilie van de Myrmicinae. De wetenschappelijke naam van de soort werd voor het eerst geldig gepubliceerd in 1937 door William Morton Wheeler.